# Jonas Vingegaard
Jonas Vingegaard Hansen ( * 10. prosince 1996) je dánský profesionální silniční cyklista jezdící za UCI WorldTeam Visma–Lease a Bike.

## Kariéra

### Začátky
Vingegaard v dětství hrál fotbal, házenou, badminton a další sporty. K cyklistice se dostal poté, co viděl závodníky na závodu Danmark Rundt projíždět kolem jeho domu. Svou kariéru začal v květnu 2016 v dánském kontinentálním týmu ColoQuick. Ze začátku své kariéry však také pracoval jako dělník v továrně na zpracování ryb v Hanstholmu, neboť si nebyl jistý, že jeho cyklistická kariéra uspěje. Ještě ve věku 19 let získal celkové druhé místo na závodu Kolem Číny I, jenž je klasifikován na úrovni 2.1.

### Team Jumbo–Visma (2019–)
Před sezónou 2019 se Vingegaard připojil k UCI WorldTeamu Team Jumbo–Visma a hned v první sezóně dosáhl na své první vítězství v UCI World Tour, a to v šesté etapě Tour de Pologne. Svou první Grand Tour Vingegaard absolvoval v roce 2020, konkrétně Vueltu a España, na níž pomáhal celkovému vítězi Primoži Rogličovi jako domestik.

#### Sezóna 2021
Na prvním závodu sezóny, UAE Tour, Vingegaard vyhrál pátou etapu. V březnu vyhrál celkové pořadí a 2 etapy na Settimaně Internazionale di Coppi e Bartali a v dubnu dokončil závod Kolem Baskicka na druhém místě za týmovým kolegou Rogličem. Do Tour de France 2021 Vingegaard vstoupil jako domestik pro Primože Rogliče a jako náhradní lídr svého týmu. V prvním týdnu měl Roglič několik nehod a po osmi etapách musel odstoupit. Vingegaard se tak stal jediným lídrem týmu pro celkové pořadí. Na dvou vrcholových dojezdech dojel druhý za Tadejem Pogačarem a obě časovky dokončil třetí, díky čemuž se dostal v cíli na druhé místo. Stal se tak druhým Dánem na pódiu Tour de France a prvním od roku 1996.

#### Sezóna 2022
První vítězství sezóny získal Vingegaard na konci února na jednorázovém závodu La Drôme Classic. V březnu získal druhé místo celkově na Tirrenu–Adriaticu, na něž v dubnu navázal šestým místem celkově na závodu Kolem Baskicka. Na Critériu du Dauphiné prokázal svou dobrou formu druhým místem v celkovém pořadí za týmovým kolegou Rogličem a vítězstvím v závěrečné, královské etapě.

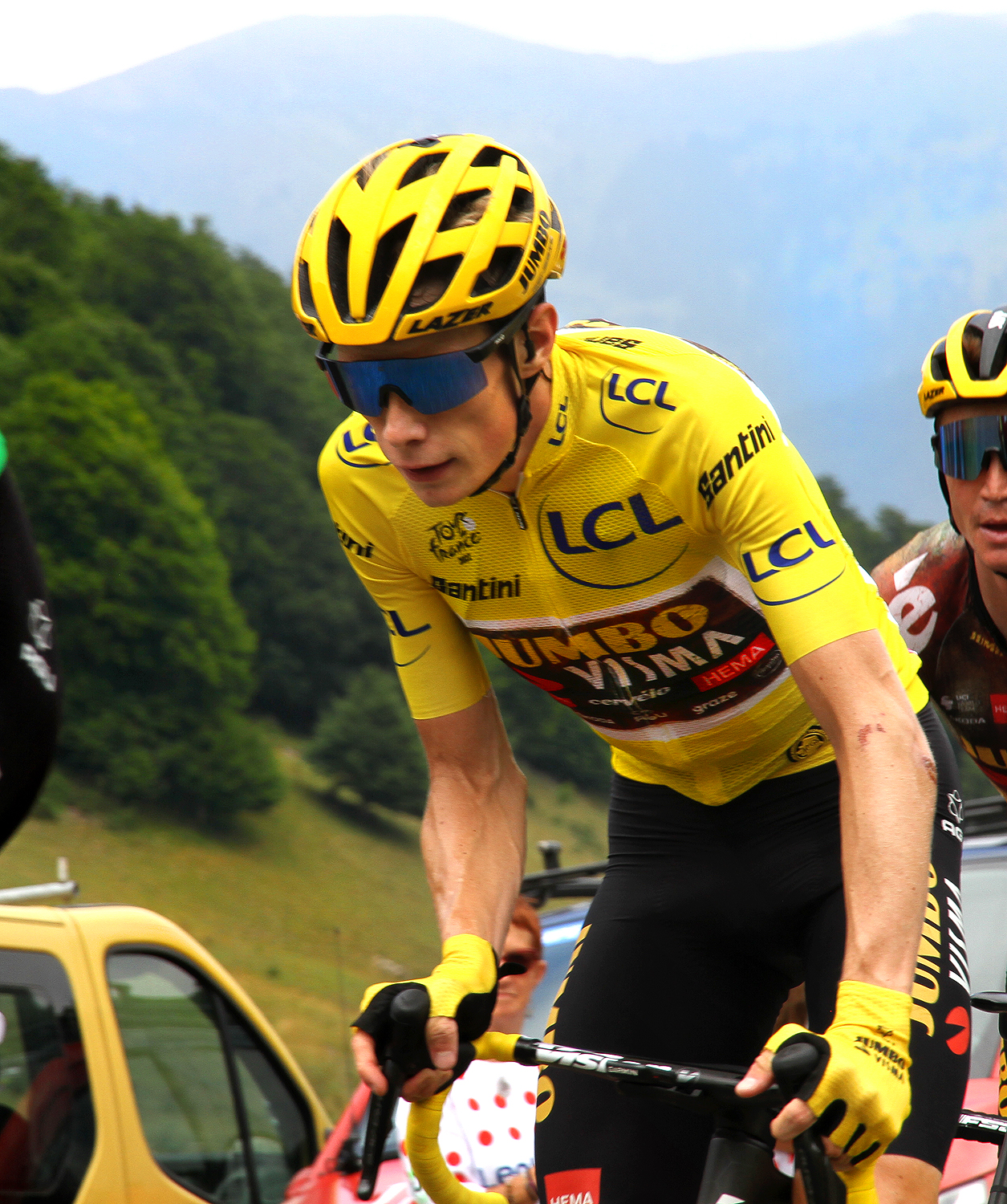
Vingegaard na Tour de France 2022

Do Tour de France vstoupil v silné formě, když před ním v celkovém pořadí po úvodní individuální časovce byl z favoritů na vítězství pouze Pogačar. V páté etapě měl Roglič nehodu a ztratil čas, což se málem přihodilo i Vingegaardovi, neboť utrpěl mechanický problém a nemohl dále pokračovat na svém kole. Týmový kolega Nathan Van Hooydonck mu dal své kolo, ale to bylo Vingegaardovi příliš velké, tudíž musel jet neustále ze sedla. Zachránil ho další týmový kolega, Steven Kruiswijk, jenž mu nabídl své kolo, ale v ten moment k nim přijelo týmové auto a Vingegaard dostal své záložní kolo. Díky práci Wouta van Aerta však Vingegaard ztratil jen několik sekund. V následujících etapách bojoval s Pogačarem o bonusové sekundy a etapová vítězství, a stal se tak jediným závodníkem se ztrátou menší než 1 minuta na čelo závodu. Jedenáctá etapa končila na stoupání Col du Granon, které bylo naposledy využito v ročníku 1986, v němž Greg LeMond zbavil Bernarda Hinaulta žlutého trikotu. Spolu s Rogličem zaútočil na Pogačara na Col du Télegraphe a na Col du Galibier, zatímco Christophe Laporte a Kruiswijk byli poblíž a van Aert před nimi v úniku. Na závěrečném stoupání zaútočil 5 km před cílem a Pogačar ho nebyl schopen následovat. Svůj náskok postupně zvyšoval a v cíli, kde mohl oslavit své první etapové vítězství na Tour, ve výsledku získal 2 minuty a 51 sekund na Pogačara, a posunul se tak do čela celkového pořadí. Pogačar se mezitím propadl na celkové třetí místo za druhého Romaina Bardeta. Své vedení uhájil i v další etapě s cílem na Alpe d'Huez.
V následujících etapách se na Vingegaarda pokusil Pogačar několikrát zaútočit, ale marně. Po třetím dni volna ztratil Team Jumbo–Visma dva závodníky: Rogliče, jenž neodstartoval kvůli svým zraněním, a Kruiswijka, jenž musel odstoupit po nehodě v patnácté etapě. V sedmnácté etapě byl Vingegaard jediným jezdcem, který zůstal s dvojicí týmu UAE Team Emirates Pogačar a Brandon McNulty na závěrečném stoupání dne. Na posledních 500 metrech se Vingegaard pokusil zaútočit, ale Pogačar včas zareagoval a etapu vyhrál. Na Vingegaarda tak získal 4 bonusové sekundy. V osmnácté etapě Vingegaard odpovídal na Pogačarovy brzké útoky a po Pogačarově nehodě ve sjezdu zpomalil a počkal na něj. Na Hautacamu, závěrečném kopci dne, mu nejprve pomáhal Sepp Kuss a následně van Aert, jenž se k němu a Pogačarovi stáhl z úniku. Pogačar začal projevovat známky slabosti, tudíž Vingegaard zaútočil. Do cíle dojel jako etapový vítěz, na Pogačara získal další minutu a 4 sekundy a předem si zajistil vítězství ve vrchařské soutěži a celkové vítězství. Ve dvacáté etapě, individuální časovce, Vingegaard potvrdil svůj triumf druhým místem za van Aertem a před třetím Pogačarem. V poslední etapě si pohodlně dojel do cíle v obklopení týmových kolegů, a stal se tak druhým dánským vítězem Tour de France v historii po Bjarne Riisovi, jenž triumfoval v roce 1996.

## Osobní život
Vingegaard je ženatý s Trine Hansen a spolu mají dceru Fridu. Jeho tchyně, Rosa Kildhal, je vítězkou dánské televizní show Great Danish Bake Off. Vingegaard je fanouškem fotbalového klubu Liverpool FC.

## Hlavní úspěchy
2016
Kolem Číny I
2. místo celkově
2017
2. místo GP Viborg
Tour du Loir-et-Cher
4. místo celkově
 vítěz soutěže mladých jezdců
5. místo Sundvolden GP
7. místo Ringerike GP
2018
Giro della Valle d'Aosta
vítěz prologu (ITT)
Tour de l'Avenir
vítěz 4. etapy (TTT)
4. místo Sundvolden GP
Tour du Loir-et-Cher
5. místo celkově
 vítěz soutěže mladých jezdců
Grand Prix Priessnitz spa
5. místo celkově
5. místo Ringerike GP
Le Triptyque des Monts et Châteaux
9. místo celkově
2019
Tour de Pologne
vítěz 6. etapy
Danmark Rundt
2. místo celkově
Deutschland Tour
9. místo celkově
2020
Tour de Pologne
8. místo celkově
2021
Settimana Internazionale di Coppi e Bartali
 celkový vítěz
 vítěz bodovací soutěže
vítěz etap 2 a 4
UAE Tour
vítěz 5. etapy
Tour de France
2. místo celkově
Kolem Baskicka
2. místo celkově
 vítěz soutěže mladých jezdců
8. místo Clásica de San Sebastián
2022
Tour de France
 celkový vítěz
 vítěz vrchařské soutěže
vítěz etap 11 a 18
vítěz La Drôme Classic
Critérium du Dauphiné
2. místo celkově
vítěz 8. etapy
Tirreno–Adriatico
2. místo celkově
CRO Race
2. místo celkově
vítěz etap 3 a 5
Kolem Baskicka
6. místo celkově
2023
Tour de France
 celkový vítěz
vítěz 16. etapy (ITT)
lídr  po 14. etapě
Kolem Baskicka
 celkový vítěz
 vítěz bodovací soutěže
vítěz etap 3, 4 a 6
Critérium du Dauphiné
 celkový vítěz
vítěz etap 5 a 7
O Gran Camiño
 celkový vítěz
 vítěz vrchařské soutěže
vítěz etap 2, 3 a 4 (ITT)
Vuelta a España
2. místo celkově
vítěz etap 13 a 16
lídr  po 13. etapě
Paříž–Nice
3. místo celkově
vítěz 3. etapy (TTT)
2024
Tirreno–Adriatico
 celkový vítěz
 vítěz vrchařské soutěže
vítěz etap 5 a 6
O Gran Camiño
 celkový vítěz
 vítěz bodovací soutěže
 vítěz vrchařské soutěže
vítěz etap 2, 3 a 4
Tour de France
2. místo celkově
vítěz 11. etapy

### Výsledky na etapových závodech
| Výsledky na Grand Tours        |      |      |      |      |      |      |
| Grand Tour                     | 2019 | 2020 | 2021 | 2022 | 2023 | 2024 |
| Giro d'Italia                  | —    | —    | —    | —    | —    | —    |
| Tour de France                 | —    | —    | 2    | 1    | 1    | 2    |
| Vuelta a España                | —    | 46   | —    | —    | 2    | —    |
| Výsledky na etapových závodech |      |      |      |      |      |      |
| Závod                          | 2019 | 2020 | 2021 | 2022 | 2023 | 2024 |
| Paříž–Nice                     | —    | —    | —    | —    | 3    | —    |
| Tirreno–Adriatico              | —    | —    | —    | 2    | —    | 1    |
| Volta a Catalunya              | —    | NS   | —    | —    | —    | —    |
| Kolem Baskicka                 | 32   | NS   | 2    | 6    | 1    | DNF  |
| Tour de Romandie               | 72   | NS   | —    | —    | —    | —    |
| Critérium du Dauphiné          | —    | —    | 51   | 2    | 1    | —    |
| Tour de Suisse                 | —    | NS   | —    | —    | —    | —    |

| —   | Nezúčastnil se |
| NS  | Nejelo se      |
| DNF | Nedokončil     |

### Ocenění
- Dánské sportovní jméno roku: 2022[21]
- Vélo d'Or: 2023[22]
- Nejlepší cyklista roku